# Estiramento (engenharia)
O estiramento ou "formação de pescoço", "empescoçamento" (de onde o termo em inglês necking) é um fenômeno que se manifesta nos ensaios de tração de formas cilíndricas ou espécimes prismáticos de materiais dúcteis sendo um modo de deformação elástica, onde quantidades relativamente grandes de tensão localizam-se de forma desproporcional em uma pequena região do material. Esse fenômeno leva a uma redução da seção do corpo de prova antes do colapso real do mesmo ( o "pescoço"). Porque as deformações locais no pescoço são grandes, o estiramento está frequentemente associado com escoamento, uma forma de deformação plástica associada a materiais , muitas vezes metais ou polímeros.
Durante o ensaio de tração, uma vez ultrapassado o limite de escoamento, a amostra mudará completamente as suas propriedades elásticas, reduzindo o módulo de elasticidade e aumentando o valor do coeficiente de Poisson. O resultado destas alterações é o aumento das constantes elásticas da variação de deformação transversal (perpendicular à direção em que a carga é exercida) com a mesma variação de carga, com a consequente redução da seção resistente do espécime, a estricção. A consequência direta dessa redução é mais um aumento da tensão na parte afetada e, em seguida, um rápido colapso do espécime.
Em geral, o estiramento é uma questão que deve ser indicado nos certificados de ensaios de tração, e é indicado medindo a variação percentual de diâmetro (provas cilíndricas) ou do lado longo (espécimes prismáticos de seção retangular). O valor da resistência à ruptura, no entanto, é normalmente calculado assumindo que a seção não seja deformada (obtendo assim valores da tensão mais baixos do que os reais).